# Hénouttaouy (fille de Pinedjem Ier)
Pour les articles homonymes, voir Hénouttaouy (homonymie).
Hénouttaouy (« Dame des deux terres ») est une princesse égyptienne de la XXIe dynastie.

## Généalogie
Son père était Pinedjem Ier, grand prêtre d'Amon puis roi de Thèbes, dirigeant de facto l'Égypte du Sud. Sa mère était Hénouttaouy Ire, une fille d'un roi et d'une reine nommée Tentamon (Smendès ou Ramsès XI).

## Biographie
Elle est représentée dans le temple de Louxor avec son père et ses deux sœurs, Maâtkarê et Moutnedjemet. Elle est chanteuse d'Amon et flûtiste de Mout.
Elle est enterrée dans la vallée des Nobles à Deir el-Bahari, plus précisément dans la tombe MMA 60, avec des membres de sa famille dont son frère Menkhéperrê.